# Sevina
Sevina es una localidad mexicana situada en el estado de Michoacán, dentro del municipio de Nahuatzen.

## Geografía
La localidad de Sevina se localiza en el centro-sur del municipio de Nahuatzen, en el noroeste de Michoacán; se encuentra cerca de la cabecera municipal, Nahuatzen.
Se encuentra a una altura media de 2401 m s. n. m. y abarca un área aproximada de 1.25 km².
En Sevina, al igual que todo el municipio de Nahuatzen, predomina el clima templado subhúmedo, con lluvias en verano. El tipo de suelo predominante es el andosol.

## Demografía
De acuerdo con el censo realizado en 2020 por el Instituto Nacional de Estadística y Geografía (INEGI), en Sevina había un total de 4020 habitantes, de los que 2074 eran mujeres y 1946 eran hombres.
En el mismo año, se registró un total de 1153 viviendas, de las que 883 estaban habitadas.

### Evolución demográfica
En 2020, la localidad tuvo un incremento del 1.9 % de su población, con respecto al censo anterior en 2010. En el primer censo en Sevina, en 1900, había un total de 874 habitantes.
| Gráfica de evolución demográfica de Sevina entre 1900 y 2020 |
|                                                              |
| Fuente: Instituto Nacional de Estadística y Geografía.       |